# Werner Neubauer (Statistiker)

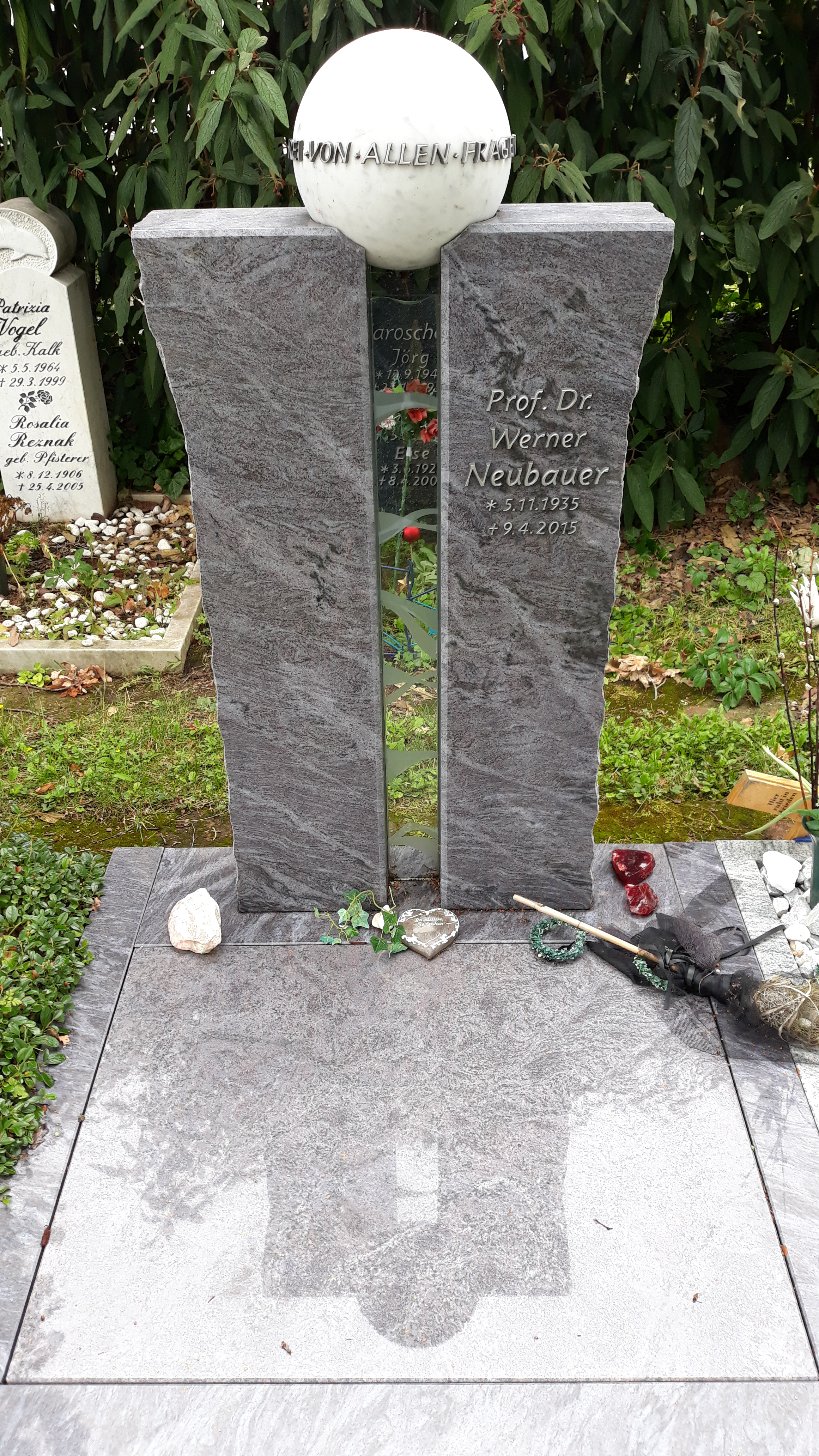
Das Grab von Werner Neubauer auf dem Friedhof Eschersheim in Frankfurt am Main.

Werner Neubauer (* 5. November 1935 in Nürnberg; † 9. April 2015 in Frankfurt am Main) war ein deutscher Ökonom und Statistiker.

## Leben
Neubauer studierte von 1955 bis 1960 Volkswirtschaftslehre und Rechtswissenschaften an der Universitäten in Nürnberg, München, Freiburg im Breisgau und Frankfurt am Main. Nach dem Abschluss als Diplom-Volkswirt 1960 war er wissenschaftlicher Mitarbeiter bzw. Assistent am Statistischen Seminar der Universität Frankfurt am Main. 1966 wurde er an der Wirtschafts- und Sozialwissenschaftlichen Fakultät mit der Dissertation Makroökonomische Kostenstrukturen im System der Statistik des Sozialprodukts und der Input-Output-Verflechtung  zum Dr. rer. pol. promoviert. Er habilitierte sich 1971 an der Wirtschafts- und Sozialwissenschaftlichen Fakultät mit der Arbeit Strategien, Techniken und Wirkungen der Geld- und Kreditpolitik. Eine theoretische und empirische Untersuchung für die Bundesrepublik Deutschland und erhielt die Venia legendi. Noch 1971 wurde er ordentlicher Professor für Statistik und Ökonometrie an der Universität des Saarlandes in Saarbrücken. Von 1986 bis 1987 war er Vorsitzender des Wirtschafts- und Sozialwissenschaftlichen Fakultätentages. Neubauer war u. a. Mitherausgeber der Jahrbücher für Nationalökonomie und Statistik. 1988 wurde auf einen Lehrstuhl für Statistik an der Universität Frankfurt am   Main berufen. Er bildete zusammen mit Franz Žižek, Paul Flaskämper, Heinrich Hartwig, Adolf Blind und Heinz Grohmann die  so genannte „Frankfurter Schule der Statistik“.

## Schriften (Auswahl)
- Makroökonomische Kostenstrukturen im System der Statistik des Sozialprodukts und der Input-Output-Verflechtung (= Frankfurter wirtschafts- und sozialwissenschaftliche Studien. Heft 19). Duncker & Humblot, Berlin 1968.
- Strategien, Techniken und Wirkungen der Geld- und Kreditpolitik. Eine theoretische und empirische Untersuchung für die Bundesrepublik Deutschland. Vandenhoeck & Ruprecht, Göttingen 1972, ISBN 3-525-13130-5.
- Über Adäquationsprobleme in der Geldstatistik. In: Allgemeines Statistisches Archiv. Band 60, Nr. 3/4, 1976, S. 357–389.
- Statistische Methoden. ausgewählte Kapitel für Wirtschaftswissenschaftler (= Vahlens Handbücher der Wirtschafts- und Sozialwissenschaften). Vahlen, München 1994, ISBN 3-8006-1908-3.
- Preisstatistik (= Vahlens Handbücher der Wirtschafts- und Sozialwissenschaften). Vahlen, München 1996, ISBN 3-8006-2152-5.